# Seznam slovenských hráčů v NHL v sezóně 1988/1989
Seznam slovenských hráčů v NHL v sezóně 1988/1989 uvádí slovenské hokejisty, kteří v této sezóně hráli za některý tým v kanadsko-americké NHL.

| Tým                   | Věk | Hráč             | Post | Počet zápasů ZČ | Branky ZČ | Asistence ZČ | Body ZČ | Počet zápasů v play off | Branky v play off | Asistence v play off | Body v play off |
| --------------------- | --- | ---------------- | ---- | --------------- | --------- | ------------ | ------- | ----------------------- | ----------------- | -------------------- | --------------- |
| Quebec Nordiques      | 32  | Peter Šťastný    | F    | 72              | 35        | 50           | 85      | Ne                      |                   |                      |                 |
| Quebec Nordiques      | 29  | Anton Šťastný    | F    | 55              | 7         | 30           | 37      | Ne                      |                   |                      |                 |
| Los Angeles Kings     | 28  | Igor Liba        | F    | 37              | 7         | 18           | 25      | 2                       | 0                 | 0                    | 0               |
| Toronto Maple Leafs   | 31  | Peter Ihnačák    | F    | 26              | 2         | 16           | 18      | Ne                      |                   |                      |                 |
| Minnesota North Stars | 28  | Dušan Pašek      | F    | 48              | 4         | 10           | 14      | 2                       | 1                 | 0                    | 1               |
| Detroit Red Wings     | 26  | Miroslav Ihnačák | F    | 1               | 0         | 0            | 0       | Ne                      |                   |                      |                 |

- F = Útočník